# Kouroukoto
Kouroukoto ou Kroukoto est une localité et une commune rurale malienne de l'arrondissement de Faraba, dans le cercle de Kéniéba et la région de Kayes, elle a pour chef-lieu la localité de Kroukoto. 

## Géographie
La localité de Kroukoto est située sur la route nationale RN 24 (axe Kéniéba-Kita) à 120 km à l'est du chef-lieu de cercle Kéniéba. La commune rurale s'étend en rive gauche du Bafing, affluent du Sénégal.
| Bayé      | Koundian | Bamafélé |
| Guénégoré | Kroukoto | Kokofata |
| Faraba    | Sagalo   | Koulou   |

## Villages
La commune s'étend sur 11 localités relevées lors du recensement général de 2009. 
Les villages les plus peuplés sont :
- Benda (3 351 habitants)
- Kouroukoto (1 598 habitants)
- Oulara (1 346 habitants)

En 2023, la loi 2023-007 attribue à la commune 9 villages  :
- Kroukoto
- Niarakira
- Sitaféto
- Saraya
- Namou
- Binbia
- Oulara
- Madina Talibé
- Benda

La commune compte 120 hameaux[réf. souhaitée].

## Aire protégée
Le sanctuaire des chimpanzés du Bafing s'étend sur 67 200 ha, sur les communes rurales de Kouroukoto et de Bayé, il est créé depuis avril 2022.